# Nigritel·la negra

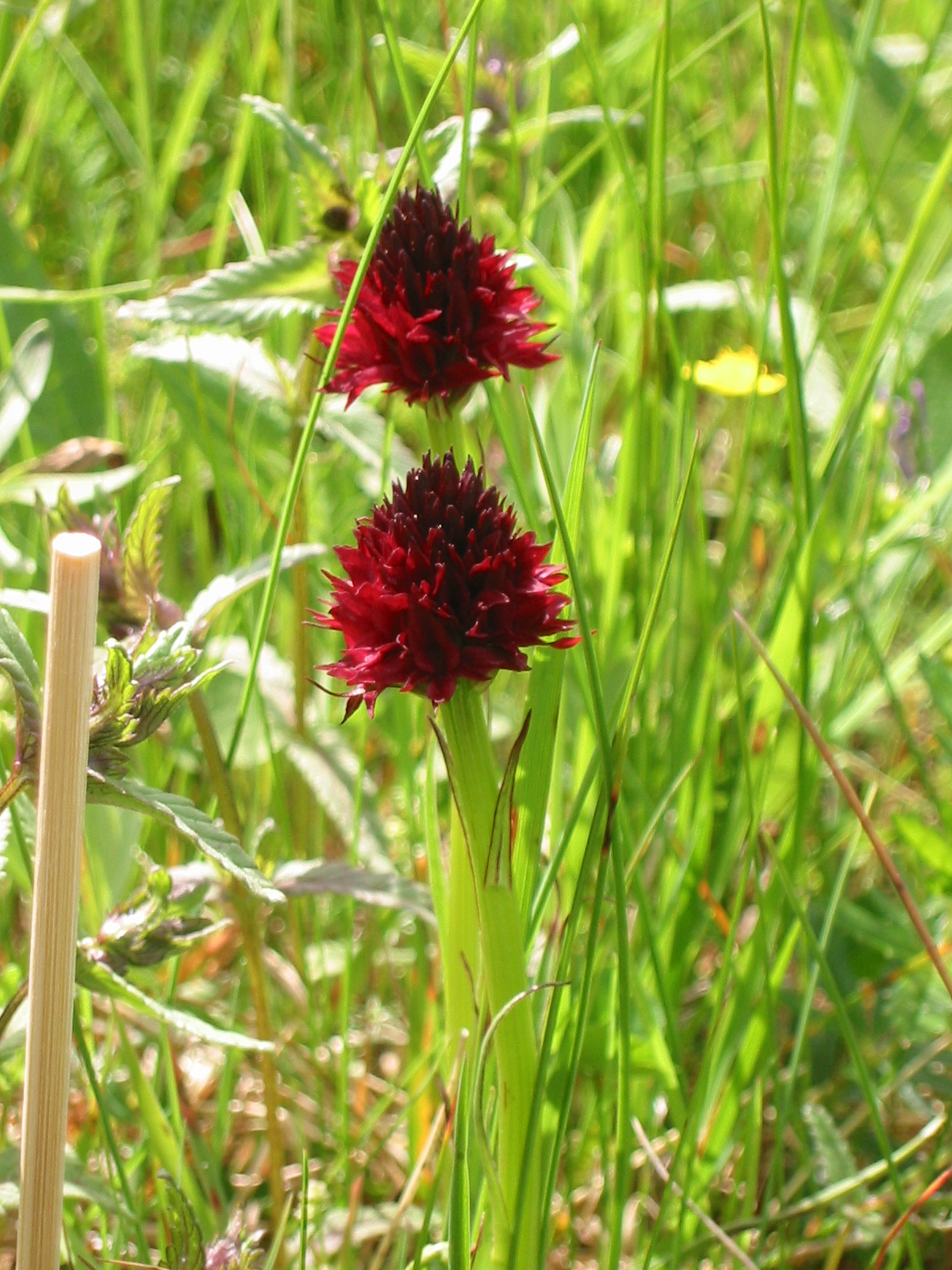
Brunkulla, Jämtland.

Nigritel·la negra, Nigritella nigra, és una espècie d'orquídia.

## Descripció
És una planta herbàcia bulbosa de 20 cm d'alçada màxima. Les seves arrelssón fasciolades. La tija és curta simple i erecta. Les fulles basals són escasses i de forma linear. Les fulles caulinars (de la tija) es redueixen progressivament a esquames similars a bràctees. La inflorescència és una breu espiga terminal, les flors són hermafrodites i irregularment zigomorfes. Són de color porpra amb una tonalitat molt fosca (per això rep el nom de negra). El fruit és una càpsula amb nombroses llavors molt petites i planes. Presenta subespècies.
S'associa obligatòriament amb fongs micorrices.

## Hàbitat
Pastures alpines, incloent els Països Catalans (exclusivament als Pirineus), entre els 1500 i els 2500 m d'altitud.

### Sinònims
- Satyrium nigrum L. (1753) (basiònim)
- Gymnadenia nigra (L.) Rchb.f. (1856)
- Habenaria nigra (L.) R.Br. in W.T.Aiton (1813)
- Nigritella angustifolia L.C.M. Richard (1818)
- Orchis nigra (L.) Scop. (1772)
- Sieberia nigra (L.) Spreng. (1817)